# Juan Gutiérrez de Cabañas
Juan Gutiérrez de Cabañas (Cuéllar, siglo XV - Cuba, después de 1573) fue un conquistador y poblador español de la isla de Cuba, donde participó a las órdenes de su paisano Diego Velázquez de Cuéllar. Fue tío del comendador Francisco Gutiérrez de Cuéllar.

## Biografía
Nacido en la villa segoviana de Cuéllar en el siglo XV, fue hijo de Hernando de Cabañas y María Gutiérrez, naturales del referido Cuéllar y pertenecientes a la pequeña nobleza de la villa. Fue además familia de Fernando de Valdés, arzobispo de Sevilla.
Debió pasar a América en compañía de su paisano Diego Velázquez de Cuéllar, a quien más tarde se le encomendó la conquista de Cuba, por lo que debió hacerlo antes del año 1500, ya que no figura en las listas de pasajeros existentes. Tras la conquista de la isla fue vecino de Baracoa durante más de treinta años, falleciendo en la misma ciudad después de octubre de 1573, año en que otorgó la última ampliación de su testamento. Dentro de las mandas testamentarias que dejó, se encontraba una importante capellanía en la iglesia de Santa Marina, donde debió ser bautizado, y hace listado de sus posesiones, que tenía en la propia Baracoa, en Torre de don Velasco y en su villa natal. También describe varias minas de oro, plata, cobre y otros metales que poseía en Cuba, y finalmente recuerda a los indígenas que tuvo encomendados, a quien también hereda:

Yten dixo que mandava y mando a todos los yndios que ha tenido encomendados de la provincia que fue de Baytiqueri desta dicha ysla que le an servido y rresiden agora en la estancia del yoa, término de la dicha villa de la Asunpcion, una cavallería de tierra que el tiene servida y por el cabildo de la dicha villa le fue dada como a uno de los primeros conquistadores y pobladores della [...] y es su voluntad que sea de los dichos yndios y de sus herederos para que sea suya para siempre jamás con todo el derecho que a ella tiene y asimismo mandó a los dichos yndios otra cavallería de tierra que el tiene y posee en la rribera del rrio nombrado nyen, término de la villa dela asunpcion.